# 1005.
◄ | 10. stoljeće | 11. stoljeće | 12. stoljeće | ►
◄ | 970-ih | 980-ih | 990-ih | 1000-ih | 1010-ih | 1020-ih | 1030-ih | ►
◄◄ | ◄ | 1002. | 1003. | 1004. | 1005. | 1006. | 1007. | 1008. | ► | ►►
Arhitektura • Astronomija • Knjige • Književnost • Kršćanstvo • Pravo • Promet • Znanost

## Rođenja
- Klement II., papa († 1047.)

## Smrti
- Sigmundur Brestisson, farski vikinški velikaš (* 961.)

## Vanjske poveznice
|  | Zajednički poslužitelj ima još gradiva o temi 1005. |